# Benjamin L. Fairchild

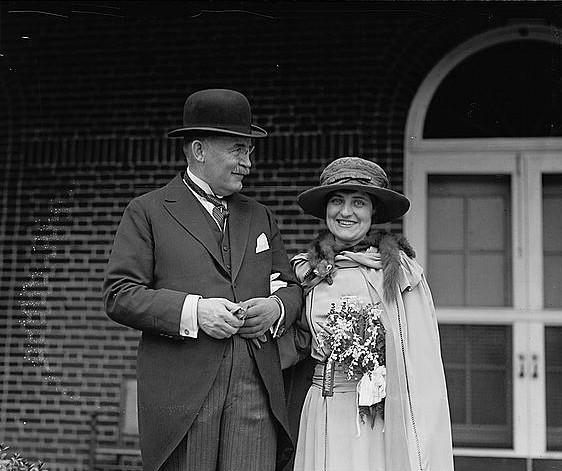
Benjamin L. Fairchild mit seiner Ehefrau (1922)

Benjamin Lewis Fairchild (* 5. Januar 1863 in Sweden, New York; † 25. Oktober 1946 in Pelham Manor, New York) war ein US-amerikanischer Jurist und Politiker. Er vertrat zwischen 1895 und 1897, zwischen 1917 und 1919, zwischen 1921 und 1923 sowie zwischen 1923 und 1927 den Bundesstaat New York im US-Repräsentantenhaus.

## Werdegang
Benjamin Lewis Fairchild wurde während des Bürgerkrieges in Sweden bei Rochester in Monroe County geboren. Er besuchte öffentliche Schulen in Washington, D.C. und eine Wirtschaftshochschule (business college). 1885 graduierte er am Law Department der Columbian University (heute George Washington University) in Washington D.C. Seine Zulassung als Anwalt erhielt er 1885 und begann dann in New York City zu praktizieren. Zwischen 1877 und 1879 arbeitete er in der Konstruktionsabteilung (draftsman division) des United States Patent Office. Er war zwischen 1879 und 1885 als Clerk im Bureau of Engraving and Printing tätig.
Politisch gehörte er der Republikanischen Partei an. Bei den Kongresswahlen des Jahres 1894 für den 54. Kongress wurde Fairchild im 16. Wahlbezirk von New York in das US-Repräsentantenhaus in Washington D.C. gewählt, wo er am 4. März 1895 die Nachfolge von William Ryan antrat. Im Jahr 1896 erlitt er bei seiner Wiederwahlkandidatur eine Niederlage und schied nach dem 3. März 1897 aus dem Kongress aus. Zuvor hat er die Wahl von William L. Ward in den 55. Kongress erfolglos angefochten.
Nach seiner Kongresszeit ging er in New York City wieder seiner Tätigkeit als Anwalt nach.
Er kandidierte im Jahr 1916 im 24. Wahlbezirk von New York für den 65. Kongress. Nach einer erfolgreichen Wahl trat er am 4. März 1917 die Nachfolge von Woodson R. Oglesby an. Bei seiner erneuten Kandidatur im 1918 erlitt er eine Niederlage und schied nach dem 3. März 1919 aus dem Kongress aus. Man wählte ihn 1920 in den 67. Kongress, wo er am 4. März 1921 die Nachfolge von James V. Ganly antrat. 1922 erlitt er bei seiner erneuten Kandidatur eine Niederlage und schied nach dem 3. März 1923 aus dem Kongress aus. Fairchild wurde allerdings in einer Nachwahl am 6. November 1923 in den 68. Kongress gewählt, um dort die Vakanz zu füllen, die durch den Tod von James V. Ganly entstand. Er wurde in den folgenden Kongress wiedergewählt, erlitt aber 1926 bei seiner erneuten Kandidatur eine Niederlage und schied nach dem 3. März 1927 aus dem Kongress aus.
Danach praktizierte er in New York City wieder als Anwalt. Am 25. Oktober 1946 verstarb er in Pelham Manor. Sein Leichnam wurde dann auf dem Woodlawn Cemetery in New York City beigesetzt. Zu jenem Zeitpunkt war der Zweite Weltkrieg ungefähr ein Jahr zu Ende.